# Silkk the Shocker
Vyshonn King Miller (nascido em 18 de junho de 1975), mais conhecido pelo seu nome artístico Silkk the Shocker, é um rapper estadunidense de Nova Orleans. Ele é irmão dos também rappers C-Murder e Master P.

## Discografia

### Álbuns de estúdio
| Ano  | Álbum                 | Posição nos charts | Posição nos charts | Posição nos charts |
| Ano  | Álbum                 | US                 | US Hip-Hop         |                    |
| ---- | --------------------- | ------------------ | ------------------ | ------------------ |
| 1996 | The Shocker           | 1                  | 1                  |                    |
| 1998 | Charge It 2 da Game   | 1                  | 1                  |                    |
| 1999 | Made Man              | 1                  | 1                  |                    |
| 2001 | My World, My Way      | 1                  | 1                  |                    |
| 2004 | Based on a True Story | 1                  | 1                  |                    |
| 2009 | The Money Shot        |                    |                    |                    |

### Compilações
| Ano  | Álbum                         |
| ---- | ----------------------------- |
| 2005 | The Best of Silkk the Shocker |